# Podgaj Petrovski
Podgaj Petrovski – wieś w Chorwacji, w żupanii krapińsko-zagorskiej, w gminie Petrovsko. W 2011 roku liczyła 260 mieszkańców.